# Invented (album)
Invented är det amerikanska rockbandet Jimmy Eat Worlds sjunde studioalbum, släppt den 27 september 2010.

## Låtlista
Alla låtar är skrivna och komponerade av Jimmy Eat World.
| Nr  | Titel                    | Längd |
| --- | ------------------------ | ----- |
| 1.  | Heart Is Hard to Find    | 3:18  |
| 2.  | My Best Theory           | 3:23  |
| 3.  | Evidence                 | 4:41  |
| 4.  | Higher Devotion          | 3:02  |
| 5.  | Movielike                | 3:50  |
| 6.  | Coffee and Cigarettes    | 3:46  |
| 7.  | Stop                     | 3:37  |
| 8.  | Littlething              | 4:07  |
| 9.  | Cut                      | 4:57  |
| 10. | Action Needs an Audience | 2:45  |
| 11. | Invented                 | 7:07  |
| 12. | Mixtape                  | 6:32  |